# MVV in het seizoen 1975/76
Het seizoen 1975/1976 was het 22e jaar in het bestaan van de Maastrichtse betaaldvoetbalclub MVV. De club kwam uit in de Eredivisie en eindigde daarin op de 17e plaats, dit betekende dat de club rechtstreeks degradeerde naar de Eerste divisie. Tevens deed de club mee aan het toernooi om de KNVB Beker, hierin werd in de tweede ronde verloren van AZ '67 (0–1).

## Wedstrijdstatistieken

### Eredivisie
|       | Ajax  | FC Amsterdam | AZ '67 | Eindhoven | Excelsior | Feyenoord | Go Ahead Eagles | De Graafschap | FC Den Haag-ADO | NAC   | N.E.C. | PSV   | Roda JC | Sparta | Telstar | FC Twente '65 | FC Utrecht |
| ----- | ----- | ------------ | ------ | --------- | --------- | --------- | --------------- | ------------- | --------------- | ----- | ------ | ----- | ------- | ------ | ------- | ------------- | ---------- |
| Thuis | 1 – 1 | 2 – 1        | 3 – 0  | 1 – 1     | 1 – 0     | 1 – 1     | 1 – 2           | 2 – 2         | 2 – 2           | 2 – 0 | 2 – 3  | 1 – 6 | 0 – 2   | 1 – 0  | 1 – 1   | 2 – 1         | 3 – 1      |
| Uit   | 2 – 0 | 0 – 0        | 2 – 0  | 1 – 0     | 2 – 0     | 2 – 0     | 2 – 3           | 5 – 1         | 1 – 0           | 2 – 1 | 1 – 0  | 5 – 1 | 2 – 0   | 2 – 1  | 4 – 0   | 5 – 0         | 2 – 1      |

### KNVB beker
| 2e ronde                                       | MVV | 0 – 1 (0 – 1) | AZ '67        |
| 12 oktober 1975 Plaats: Maastricht De Geusselt |     |               | 37' Sem Wokke |

## Statistieken MVV 1975/1976

### Eindstand MVV in de Nederlandse Eredivisie 1975 / 1976
| Stand | Gespeeld | Gewonnen | Gelijk | Verloren | Punten | Doelpunten voor | Doelpunten tegen |
| ----- | -------- | -------- | ------ | -------- | ------ | --------------- | ---------------- |
| 17e   | 34       | 8        | 7      | 19       | 23     | 34              | 64               |

### Topscorers
| #      | Naam             | Goal |
| ------ | ---------------- | ---- |
| 1.     | Huub Smeets      | 11   |
| 2.     | Jo Bonfrère      | 5    |
| 2.     | Jan Streuer      | 5    |
| 4.     | Johan Dijkstra   | 4    |
| 4.     | Juha-Pekka Laine | 4    |
| 6.     | Chris Dekker     | 2    |
| 6.     | Jos Lacroix      | 2    |
| 8.     | Jo Mulkens       | 1    |
| Totaal | Totaal           | 34   |

| #      | Naam        | Goal |
| ------ | ----------- | ---- |
| –      | Geen speler | 0    |
| Totaal | Totaal      | 0    |

## Voetnoten
Ajax ·
FC Amsterdam ·
AZ '67 ·
Eindhoven ·
Excelsior ·
Feyenoord ·
Go Ahead Eagles ·
De Graafschap ·
FC Den Haag-ADO ·
MVV ·
NAC ·
N.E.C. ·
PSV ·
Roda JC ·
Sparta ·
Telstar ·
FC Twente '65 ·
FC Utrecht